# Zöldtorkú nektármadár
A zöldtorkú nektármadár (Chalcomitra rubescens) a madarak (Aves) osztályának verébalakúak (Passeriformes) rendjébe, ezen belül a nektármadárfélék (Nectariniidae) családjába tartozó faj.

## Rendszerezése
A fajt Louis Pierre Vieillot francia ornitológus írta le 1819-ban, a Certhia nembe Cinnyris rubescens néven. Sorolták a Nectarinia nembe Nectarinia rubescens néven is.

## Alfajai
- Chalcomitra rubescens crossensis Serle, 1963
- Chalcomitra rubescens rubescens (Vieillot, 1819)
- Chalcomitra rubescens stangerii (Jardine, 1842)[2]

## Előfordulása
Afrika középső részén, Angola, Burundi, Dél-Szudán, Egyenlítői-Guinea, Gabon, Kamerun, Kenya, a Kongói Köztársaság, a Kongói Demokratikus Köztársaság, a Közép-afrikai Köztársaság, Kenya, Nigéria, Ruanda, Szudán, Tanzánia, Uganda és Zambia területén honos.
Természetes élőhelyei a szubtrópusi vagy trópusi síkvidéki esőerdők, gyepek, szavannák és cserjések, valamint ültetvények, szántóföldek és vidéki kertek. Állandó, nem vonuló faj.

## Megjelenése
Testhossza 14 centiméter, testtömege 8–14 gramm.
|  |

## Természetvédelmi helyzete
Az elterjedési területe rendkívül nagy, egyedszáma pedig stabil. A Természetvédelmi Világszövetség Vörös listáján nem fenyegetett fajként szerepel.